# شاهان نصری
شاهان نصری یا سلسله نصری که با نام صفاریان متأخر سیستان یا ملوک نیمروز نیز شناخته می‌شود، یک سلسله ایرانی تبار بودند که در خلاء قدرت برجای مانده از فروپاشی امپراتوری غزنوی و تا زمان حمله مغول به آسیای مرکزی بر سیستان حکومت کردند. نصریان شاخه‌ای از سلسله صفاریان بودند و تأسیس پادشاهی نصری در نیمروز در سال ۱۰۶۸ تا انحلال آن در سال ۱۲۲۵ نشان‌دهنده تجدید حیات گذرا حکومت صفاریان در سیستان است.
این پادشاهی توسط تاج الدین ابوالفضل نصر که ملک سیستان در زمان غزنویان بود تأسیس شد. ملوک نصری به‌طور متناوب به عنوان حاکمان یا دست نشاندگان قدرت‌های همسایه بزرگتر از جمله سلجوقیان، غوریان و خوارزمیان حکومت می‌کردند. پس از فروپاشى پادشاهی توسط اینالتگین خوارزمی در پی حمله مغول، این منطقه توسط سلسله سوم صفاریان، مهربانیان، اداره می‌شد.

## عوامل ظهور و سقوط
با وجود از میان رفتن صفاریان سیستان به دست سلطان محمود غزنوی، روحیه استقلال طلبی مردم آن ایالت از میان نرفت. این روحیه که مهم‌ترین عوامل خیزش‌های ضدغزنوی بود، سرانجام باعث شد تا موجبات ظهور شاهان نصری فراهم آید. اگرچه وجود روحیه استقلال طلبی و میل به داشتن حکومتی بومی در میان مردم سیستان از مهم‌ترین عوامل روی کارآمدن نصریان بود، عوامل دیگری نیز در قدرت یابی آنان مؤثر بودند. عامل نخست که بیشترین فشار را بر مردم سیستان وارد می‌ساخت و آنان را از حکومت‌های بیگانه می‌رنجاند، زیاده ستانی‌های مالیِ کارگزاران غزنوی بود. اگرچه غزنویان نیز به این مسئله پی برده بودند و می‌کوشیدند تا با تعویض کارگزارانشان مانع از این اقدام شوند، توفیقی نیافتند. این امر موجب شد تا مردم سیستان که هنوز یاد خوش روزگار صفاریان را به یاد داشتند، درصدد احیاء دوباره حکومت بومی برآیند. عامل دوم، سستی نیروی نظامی غزنویان در دهه‌های سوم و چهارم سده پنجم بود. ملک ابوالفضل نصر اول، با مشاهده این ضعف و این حقیقت که غزنویان تواناییِ پاسداری از مرزهای سیستان را ندارند، بی‌درنگ به سلجوقیان پیوست و با ابراز وفاداری به آنان موجبات ظهور ملوک را فراهم آورد. عامل سوم، ساختار عشیره‌ایِ دولت سلجوقی بود که عموماً به ابراز وفاداریِ فرمانروایان بومی و پرداخت باج و خراج بسنده می‌نمود و اقدامی در جهت نابودی آنان انجام نمی‌داد.

## فهرست شاهان
| نام رسمی                    | نام رسمی                                | نام اصلی | تصویر | عنوان | زاده-مرگ | آغاز حکومت | پایان حکومت | ارتباط خانوادگی                 | یادداشت                                                             |
| --------------------------- | --------------------------------------- | -------- | ----- | ----- | -------- | ---------- | ----------- | ------------------------------- | ------------------------------------------------------------------- |
| فهرست شاهان نصری، ۱۰۲۹–۱۲۲۵ |                                         |          |       |       |          |            |             |                                 |                                                                     |
| ۱                           | تاج‌الدین یکم ابوالفضل نصر               |          |       | ملک   |          | ۱۰۲۹       | ۱۰۷۳        |                                 | ملک سیستان در زمان غزنویان                                          |
| ۲                           | بهاءالدوله طاهر بن نصر                  |          |       | ملک   |          | ۱۰۷۳       | ۱۰۸۸        | پسر تاج‌الدین یکم نصر            |                                                                     |
| ۳                           | بدرالدوبه ابوالعباس بن نصر              |          |       | ملک   |          | ۱۰۸۸       | ۱۰۹۰        | پسر تاج‌الدین یکم نصر            |                                                                     |
| ۴                           | بهاءالدوله خلف بن نصر                   |          |       | ملک   |          | ۱۰۹۰       | ۱۱۰۶        | پسر تاج‌الدین یکم نصر            |                                                                     |
| ۵                           | تاج‌الدین دوم نصر بن خلف                 |          |       | ملک   |          | ۱۱۰۶       | ۱۱۶۴        | پسر بهاءالدوله خلف              |                                                                     |
| ۶                           | تاج‌الدین دوم نصر بن خلف                 |          |       | ملک   |          | ۱۱۶۴       | ۱۱۶۹        | پسر بهاءالدوله خلف              |                                                                     |
| ۷                           | تاج‌الدین دوم نصر بن خلف                 |          |       | ملک   |          | ۱۱۰۶       | ۱۱۶۴        | پسر بهاءالدوله تاج‌الدین دوم نصر |                                                                     |
| ۸                           | تاج‌الدین سوم حرب محمد بن نصر            |          |       | ملک   |          | ۱۱۶۹       | ۱۲۱۳        | نوه تاج‌الدین یکم نصر            | خراجگذار غوریان                                                     |
| ۹                           | یمین‌الدین بهرام شاه بن حرب              |          |       | ملک   |          | ۱۲۱۳       | ۱۲۲۱        | پسر تاج‌الدین سوم حرب            | در زمان حمله مغول کشته‌شد، آغاز دوره بی‌ثباتی جانشینان و انحلال بعدی. |
| ۱۰                          | تاج‌الدین چهارم نصر بن بهرام شاه         |          |       | ملک   |          | ۱۲۲۱       | ۱۲۲۱        | پسر بهرام شاه                   |                                                                     |
| ۱۱                          | شهاب‌الدین محمود یکم بن حرب              |          |       | ملک   |          | ۱۲۲۱       | ۱۲۲۵        | پسر تاج‌الدین سوم حرب            |                                                                     |
| ۱۲                          | رکن‌الدین محمود بن بهرام شاه             |          |       | ملک   |          | ۱۲۲۱       | ۱۲۲۲        | پسر بهرام شاه                   |                                                                     |
| ۱۳                          | ابوالمظفر علی بن حرب                    |          |       | ملک   |          | ۱۲۲۲       | ۱۲۲۲        | پسر تاج‌الدین سوم حرب            |                                                                     |
| ۱۴                          | علاءالدین احمد بن عثمان نصرالدین بن حرب |          |       | ملک   |          | ۱۲۲۳       | ۱۲۲۳        | پسر تاج‌الدین سوم حرب            |                                                                     |
| ۱۵                          | عثمان شاه بن عثمان نصرالدین بن حرب      |          |       | ملک   |          | ۱۲۲۵       | ۱۲۲۵        | پسر تاج‌الدین سوم حرب            |                                                                     |